# Władysław Kazimierz Guldenstern
Władysław Kazimierz Guldenstern herbu własnego (zm. ok. 1686) – starosta sztumski.
Syn Zygmunta i Anny z Czemów. Wychowywany w luteraniźmie, po śmierci ojca pod wpływem matki przeszedł na kalwinizm
W latach 70. stał się ofiarą procesów o 'kalwinoarianizm', które wytoczył mu katolicki ksiądz Żeromski, dążący do zamknięcia zborów kalwińskich w dobrach Guldensterna. Choć wstawiała się za nim szlachta pruska, procesy trwały. Dopiero po jego śmierci, jego szwagier i katolik Władysław Łoś (zm. 1694) kasztelan chełmiński ułożył się z plebanem i zamknął zbory w Jasnej i Jordankach.
Poseł na sejm nadzwyczajny 1670 roku z województwa malborskiego. Jako poseł na sejm konwokacyjny 1674 roku z województwa malborskiego był członkiem konfederacji generalnej zawiązanej 15 stycznia 1674 roku na tym sejmie. Był elektorem Jana III Sobieskiego z województwa malborskiego.
Był ostatnim męskim przedstawicielem swojego rodu w Polsce.